# Inostemma lycon
Inostemma lycon är en stekelart som beskrevs av Walker 1836. Inostemma lycon ingår i släktet Inostemma och familjen gallmyggesteklar. Arten är reproducerande i Sverige. Inga underarter finns listade i Catalogue of Life.